# Paola Paggi
Paola Paggi (née le 6 décembre 1976 à Ivrée, dans la province de Turin, au Piémont) est une joueuse italienne de volley-ball. Elle mesure 1,82 m et joue au poste de centrale. Elle totalise 173 sélections en équipe d'Italie.

## Clubs
| Club              | Pays   | De           | À         |
| ----------------- | ------ | ------------ | --------- |
| Sprint Candelo    | Italie | 1991-1992    | 1995-1996 |
| Volley Vicenza    | Italie | 1996-1997    | 2001-2002 |
| Volley Bergamo    | Italie | 2002-2003    | 2006-2007 |
| Asystel Volley    | Italie | 2007-2008    | 2009-2010 |
| Universal Modena  | Italie | 2010-2011    | 2012-2013 |
| Volley Soverato   | Italie | février 2013 | mai 2013  |
| Volley 2002 Forlì | Italie | 2013-2014    | 2013-2014 |
| LJ Volley         | Italie | janvier 2014 | …         |

## Palmarès

### Équipe nationale
- Championnat du monde
  - Vainqueur : 2002.
- Championnat d'Europe
  - Finaliste : 2001.
- Grand Prix mondial
  - Finaliste : 2004.

### Clubs
- Ligue des champions
  - Vainqueur : 2005, 2007.
- Coupe de la CEV
  - Vainqueur : 2001, 2004, 2009.
- Championnat d'Italie
  - Vainqueur : 2004, 2006.
- Coupe d'Italie
  - Vainqueur : 2006.
- Supercoupe d'Italie
  - Vainqueur: 2001, 2004.

### Récompenses individuelles
- Coupe de la CEV féminine 2008-2009: Meilleure contreuse.